# Powerful phurojagu KBO
A Powerful phurojagu KBO baseballvideójáték-sorozat, a Dzsikkjó Powerful Pro jakjú sorozat feature phone-os mellékága, melyet a Joymoa fejlesztett és a Konami jelentetett meg, kizárólag Dél-Koreában. A sorozat első tagja  2009-ben jelent meg, az SK Telecom, a KT és az LG Telecom hálózatán. A sorozat a Korea Baseball Organization és a Korea Professional Baseball Players Association licence alapján készült, így azokban szerepel a liga csapatainak nevei, címerei, stadionjai és mezei, illetve a játékosok neve és megjelenése.

## A sorozat tagjai
A sorozat első része 2009. június 25-én jelent jelent meg az SK Telecom, 2009. július 20-án az LG Telecom, illetve 2009. október 14-én a KT hálózatán. Ez volt a Dzsikkjó Powerful Pro jakjú sorozat első tagja, amely a Korea Baseball Organization licence alatt készült el. A sorozatban a japán megfelelője, a Mobile Powerful Pro jakjú kósiki License-bannal szemben szerepel a Success-mód, illetve visszavonult baseballjátékosok is, valamint mestermód néven egy teljesen új játékmód is, melyben a játékosok a csapattulajdonosi szerepet töltik be. A játéknak csak egyetlen utódja jelent meg, a Powerful phurojagu KBO 2010. A KBO 2010 2010. március 25-én jelent meg, kizárólag az SK Telecom hálózatán. Ebben az epizódban szerepel a Dzsikkjó Powerful Pro jakjú 15-ben bevezetett „fordulópont-rendszer”.